# Dawud Khan Kararani
Dawud Khan Kararani fou el fill més jove del governador de Bengala Sulayman Kararani, en temps de l'afganès Shir Shah. Sulayman es va fer independent; la capital llavors era Gaur que vers la meitat del segle xv havia substituït a Firuzabad (Pandua), però Sulayman la va traslladar més cap al sud-oest, a Tanda (1565).
El nobles afganesos van enderrocar a Bayazid Kararani (fill de Sulayman) i van portar al tron a Dawud (David) el 1572. El 1573 va dirigir una expedició contra ell rei de Tripura, Udaya Manikya, a Chittagong. El 1574 es va enfrontar a l'emperador mogol Akbar el Gran i va atacar Ghazipur, una posició avançada mogol (1574). Munim Khan fou enviat contra Dawud, i el va derrotar ocupant la capital dels Kararani, Tanda. Dawud va fugir cap a Orissa (Urisa) i va reunir un nou exèrcit amb el que va contraatacar lliurant la decisiva batalla de Tukaroi (Mughalmari); encara que no fou derrotat l'arribada de reforços mogols el van induir a demanar la pau i pagar tribut, podent llavors conservar la província d'Orissa. Munim Khan fou nomenat virrei de Bengala i va establir la seva capital a Gaur (1575), però les pluges van causar una epidèmia de la qual va morir el mateix virrei. La capital fou portada altre cop a Tanda.
Mort Munim Khan (1575) i aprofitant la confusió Dawud va envair Bengala que va reconquerir; la flota mogul a Sornagaon va haver d'abandonar la zona. Els mogols van passar a l'ofensiva sota la direcció de Khan Djahan i de Todar Mall (1576) i van derrotar a Dawud a Rajmahal; el sobirà fou fet presoner i executat. Bengala va tornar definitivament als mogols, amb capital a Tanda (fins al 1595 que va passar a Rajmahal).